# Mirrorball Flare + Royal Mirrorball Discotheque
『Mirrorball Flare + Royal Mirrorball Discotheque』（ミラーボール フレア プラス ロイヤル ミラーボール ディスコティーク）は松井寛と東京女子流のアルバム。avex traxより2014年3月12日にリリースされた。
Disc 1『Mirrorball Flare』（松井寛名義）と Disc 2『Royal Mirrorball Discotheque』（東京女子流名義）をセットにした2枚組CD（規格品番：AVCD-38920〜1）。

## Mirrorball Flare
『Mirrorball Flare』（ミラーボール フレア）は、『CALL YOU BACK』（1991年）以来23年ぶりとなる松井寛のオリジナル・アルバム。全ての楽曲の作曲・編曲および演奏は松井寛が担当している。
収録曲
1. Voyager suite
ヴァイオリン：中西俊博、ギターソロ：桜井青 (cali≠gari)
2. Universe of Love
作詞・ラップ：宇多丸 (RHYMESTER)、ギター：筑田浩志、バックボーカル：坂田麻美
3. BlueFilm
作詞：さちひろ、声：姫崎愛未 (LinQ)
4. Bogota
作詞・歌：和田昌哉 (Quadraphonic)
5. MAS03
6. Warm Darkness
作詞・歌：書上奈朋子
7. Ximen
作詞・歌：Minoru Komorita
8. Count Three
作詞：池宮創人、歌：ミトカツユキ、サックスソロ：鈴木明男、ギター：木島靖夫
9. Paint in Black
作詞：杉村喜光、歌：東京女子流、ギター：木島靖夫、ピアノソロ：安部潤
10. 夕暮れて
作詞：松尾潔、歌：坂田麻美
11. Ximen -modewarp reconstruction remix-
リミックス：KO KIMURA
12. Count Three -Justin Chen's Wonderland Mix-
リミックス：Justin Chen（陳忠義）

## Royal Mirrorball Discotheque
『Royal Mirrorball Discotheque』（ロイヤル ミラーボール ディスコティーク）は、これまでに東京女子流がリリースしたシングルやアルバムに収録されてきた松井寛 (a.k.a. Royal Mirrorball) による東京女子流の楽曲のリミックス曲を集めて、KO KIMURA がノンストップミックスしたアルバム。編集は Kazuaki Noguchi。
収録曲
1. discoball intro
2. Love like candy floss -Royal Mirrorball Mix-
「Love like candy floss」Type-Dに収録。
3. 鼓動の秘密 -Royal Mirrorball Mix-
「鼓動の秘密/サヨナラ、ありがとう。」Type-Dに収録。
4. 運命 -Royal Mirrorball Mix-
「運命/ワンダフル スマイル (新井ひとみと松島湾子)」Type-Cに収録。
5. Rock you! -Royal Mirrorball Mix-
「Rock you!/おんなじキモチ -YMCK REMIX-」Type-Cに収録。
6. ふたりきり -Royal Mirrorball Mix-
「運命/ワンダフル スマイル (新井ひとみと松島湾子)」Type-A、Type-B に収録。
7. Bad Flower -Royal Mirrorball Mix-
「ROAD TO BUDOKAN 2012 〜Bad Flower〜」Type-Cに収録。
8. Get The Star -Royal Mirrorball Mix-
CD初収録。
9. Limited addiction -Unlimited addiction Mirrorball Royal Mix-
「Limited addiction/We Will Win! -ココロのバトンでポ・ポンのポ〜ン☆-」Type-Dに収録。
10. Mine -Royal Mirrorball Mix-
「ROAD TO BUDOKAN 2013 〜ちいさな奇跡〜」Type-Cに収録。
11. Liar -Royal Mirrorball Mix-
「Liar/W.M.A.D」Type-Dに収録。
12. 追憶 -Royal Mirrorball Mix-
「追憶 -Single Version-/大切な言葉」Type-Cに収録。
13. Sparkle -Royal Mirrorball Mix-
『Limited addiction』Type-Cに収録。
14. Partition Love -Royal Mirrorball Mix-
「Partition Love」Type-Cに収録。
15. 月とサヨウナラ -Royal Mirrorball Mix-
『約束』Type-Cに収録。
16. きっと 忘れない、、、 -Royal Mirrorball Mix-
「Love like candy floss」に収録。
17. Last Forever -Royal Mirrorball Mix-
CD初収録。
18. ヒマワリと星屑 -Royal Mirrorball Mix-
「ヒマワリと星屑/きっと 忘れない、、、」Type-Bに収録。
19. 頑張って いつだって 信じてる -Royal Mirrorball Mix-
「頑張って いつだって 信じてる」Type-Bに収録。
20. おんなじキモチ -Royal Mirrorball Mix-
「おんなじキモチ」Type-Bに収録。
21. キラリ☆ -Royal Mirrorball Mix-
「キラリ☆」Type-Bに収録。